# Henry Aloysius Gogarty
Henry Aloysius Gogarty CSSp (* 9. September 1884 in Cavan, Irland; † 8. Dezember 1931) war ein irischer römisch-katholischer Ordensgeistlicher und Apostolischer Vikar von Kilimandscharo.

## Leben
Henry Aloysius Gogarty besuchte das Rockwell College und studierte anschließend an der Royal University of Ireland. Er trat der Ordensgemeinschaft der Spiritaner bei und absolvierte das Noviziat in Chevilly-Larue. Gogarty empfing am 28. Oktober 1913 in Paris das Sakrament der Priesterweihe.
Am 23. Dezember 1923 ernannte ihn Papst Pius XI. zum Titularbischof von Themiscyra und zum Apostolischen Vikar von Kilimandscharo. Der Erzbischof von Dublin, Edward Joseph Byrne, spendete ihm am 9. Juni 1924 die Bischofsweihe; Mitkonsekratoren waren der Bischof von Waterford und Lismore, Bernard Hackett CSsR, und der Bischof von Dromore, Edward Mulhern.